# Minfeng
Minfeng o Niya (泥雅 Níyǎ) è una città-contea situata sul confine meridionale del bacino del Tarim (deserto di Taklamakan), nella contea di Minfeng, Xinjiang, Cina. Si trova 120 km ad est di Keriya, e circa 330 km ad ovest di Qiemo e Cherchen.
Minfeng è una piccola città di circa 10 000 persone con un piccolo mercato, negozi, molti ristoranti e un hotel.

## L'antica Niya
L'antica Niya era nota come Ronglu 戎盧 durante le dinastie Han (206 a.C.- 222 d.C.) e, secondo il Libro degli Han (cap. 96A), avrebbe contenuto "240 famiglie e 610 abitanti di cui 300 in grado di maneggiare armi" durante la prima dinastia Han (206 a.C. - 23 d.C.). Si trova circa 115 km a nord dell'attuale città di Minfeng. Molte scritture buddhiste, sculture, mummie ed altri preziosi reperti archeologici sono stati rinvenuti nella regione. I resti di oltre settanta edifici sono stati scoperti in un'area di 45 km2. Si trovava sulla via della seta meridionale.